# Wet van Havlík
De wet van Havlík is een klankwet die betrekking heeft op de ontwikkeling van de jers in de Slavische talen. De wet is genoemd naar de Tsjechische wetenschapper Antonín Havlík (1855-1925), die dit proces als eerste in kaart bracht.
Het Oerslavisch kende twee korte gesloten klinkers die samen bekend staan als jers: de achterklinker ъ (ŭ) en voorklinker ь (ĭ). Deze speelden een belangrijke rol bij de wet van open lettergrepen, die behelsde dat een lettergreep per definitie op een klinker moest eindigen, waardoor er bijvoorbeeld in het Oudkerkslavisch helemaal geen gesloten lettergrepen meer voorkwamen, maar er wel zeer veel woorden waren die op een jer eindigden.
Naarmate de Slavische talen zich verder ontwikkelden, werden de jers aan het eind van een woord steeds verder gereduceerd en uiteindelijk geëlideerd. Hetzelfde gold voor een deel van de overige jers in woorden die uit meerdere jers bestonden, terwijl andere jers juist langer werden. Aldus onderscheidde Havlík respectievelijk "zwakke jers" en "sterke jers" en ontdekte hij dat er een wetmatigheid bestond in de wijze waarop deze tot stand kwamen:
- de laatste jer van een woord is altijd zwak,
- indien de voorgaande lettergreep ook een jer bevat, is deze altijd sterk,
- indien de lettergreep daarvoor ook een jer bevat, is deze weer zwak,
- indien een lettergreep een andere klinker dan een jer bevat, is de jer daarvoor altijd zwak.

Hoe dit werkt, is te zien in de volgende voorbeelden (sterke jers zijn vetgedrukt):
Oerslavisch: pьsъ "hond", sъ pьsъmь "met de hond" > Oud-Tsjechisch: pes, se psem

Oerslavisch: šьvьcь "schoenmaker", sъ šьvьcьmь "met de schoenmaker" > Oud-Tsjechisch: švec "schoenmaker", s ševcem
Dit principe gaat voor alle Slavische talen op, al zijn er ook kleine verschillen, met name in gevallen waarin een jer gevolgd werd door een /j/, en in gevallen waarin het wegvallen van een zwakke jer tot onuitspreekbare medeklinkerstapelingen leidde.